# Scott Robinson (zanger)
Scott James Timothy Robinson (Basildon, Essex, Engeland, 22 november 1979) is een Britse zanger. Hij was/is een van de vijf leden van de boyband 5ive. Robinson ging onder andere naar school in Pitsea, Chalvedon Comprehensive School en naar Sylvia Young Theatre School, Essex waar hij een tijdje de danspartner van Billie Piper is geweest.

## Loopbaan
Robinson genoot van acteren en speelde onder andere in Casualty, Hale and Pace en The Bill. Hij stond ook op de planken in het beroemde London's West End en The Edinburgh Festival. Samen met Ron Moody speelde hij in Peter Pan en in de door de National Children's Theatre geproduceerde musical Whistle Down the Wind, voordat de auditie voor 5ive op zijn pad kwam.
Kenmerkend voor Robinson was zijn stekeltjeshaar. In de clip van Got the Feeling, waarin zij met zijn allen in een zwembad duiken, zie je Robinson heel voorzichtig doen, vanwege zijn haar. In een interview zei hij ooit eens dat hij iedere ochtend "zeker een halfuur voor de spiegel stond".
Robinson trouwde zijn jeugdliefde Kerry Oaker (15 juni 1982, Essex Engeland) op 28 september 2001. Op 11 juli 2001 werd hun eerste zoon Brennan Rhys Robinson geboren. Op 13 september 2006 kwam daar een tweede zoon bij, genaamd Kavan Reeve Robinson.
Na vijf jaar hield 5ive het voor gezien, en gingen ze allen hun eigen weg. Robinson speelde na de split-up onder andere in de musical Boogie Nights als een van de hoofdrolspelers, presenteerde zijn eigen radioprogramma op Essex FM en nam deel aan een bekend pokertoernooi voor beroemdheden.
Exact vijf jaar na de split up (27 september 2006) gaven de (inmiddels volwassen geworden) jongens van 5ive een persconferentie in Bar Academy Islington in Londen, met de mededeling dat vier van de vijf voormalige leden: Scott Robinson, Ritchie Neville, Abs Breen en Jason Brown na een pauze van vijf jaar trots aan kunnen kondigen een nieuwe start te willen gaan maken met 5ive. Voormalig bandlid Sean Conlon maakte daar geen deel meer van uit, hij was druk bezig zijn solocarrière van de grond te krijgen.
Er stond al een tournee gepland voor de nieuwe viermansformatie van 5ive in 2007. De jongens beloofden groter dan groots terug te komen van hun rustpauze. Ze hadden deze keer dan ook bekende schrijvers achter hen staan. Eind mei 2007 werd echter bekend dat Five opnieuw uit elkaar ging, en deze keer voorgoed. Robinson ging solo en was, omdat hij na de bekendmaking van dit nieuws als eerste in het voetlicht trad, ook degene die de toorn van de fans over zich heen kreeg. Voornaamste reden van de breuk, volgens oud-bandlid J, is dat platenmaatschappijen alleen met hen in zee wilden als ze hun oude liedjes zouden blijven zingen, waarbij geen plaats zou zijn voor nieuw materiaal.

## Discografie
Five
- 5ive (1998)
- Invincible (1999)
- Kingsize (2001)
- Five Greatest Hits (2001)